# Bobi Sivén
Hans Håkan Christian (Bobi) Sivén, född 18 april 1899 i Helsingfors, död 12 januari 1921 i Repola, var en finländsk aktivist. Han var son till Osvald Sivén och bror till Paavo Susitaival.
Sivén deltog sommaren 1918 i en vit frikårsexpedition till Vitahavskarelen och utsågs i slutet av 1919 till länsman i socknen Repola, som temporärt hade anslutits till Finland. Han gjordes till martyr av Akademiska Karelen-Sällskapet, sedan han begått självmord i protest mot det "skamliga" fredsfördraget i Tartu då Repola och dess grannsocken Porajärvi återlämnades till Rådsryssland.